# Röszke
Röszke [ˈr⁠øs⁠kɛ] (serbisch Реске / Reske, kroatisch Riska) ist eine Gemeinde im Kreis Szeged, der im Komitat Csongrád-Csanád im Südosten Ungarns liegt. Sie hat 3.252 Einwohner (Stand 2011).

## Lage
Röszke liegt drei Kilometer nordöstlich eines Grenzübergangs nach Serbien bei Horgoš. Die Universitätsstadt Szeged ist ca. 15 km entfernt. Die Gemeinde liegt an der Bahnstrecke Szeged–Röszke–Subotica.

## Röszke während der Europäischen Flüchtlingskrise

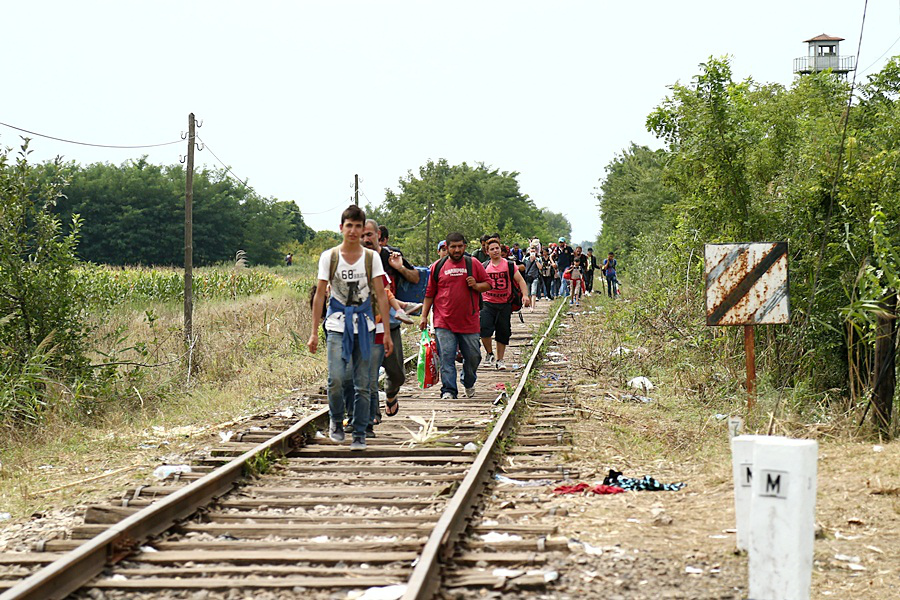
Migranten auf dem Bahnstück Horgoš–Röszke

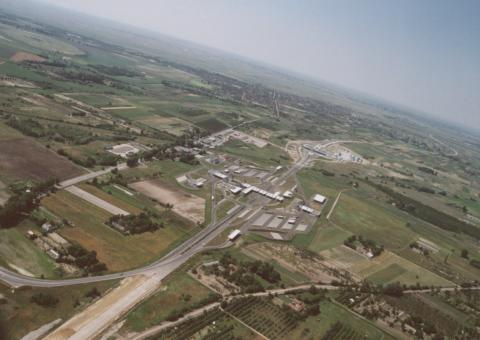
Luftbild des Grenzüberganges Horgoš/Röszke

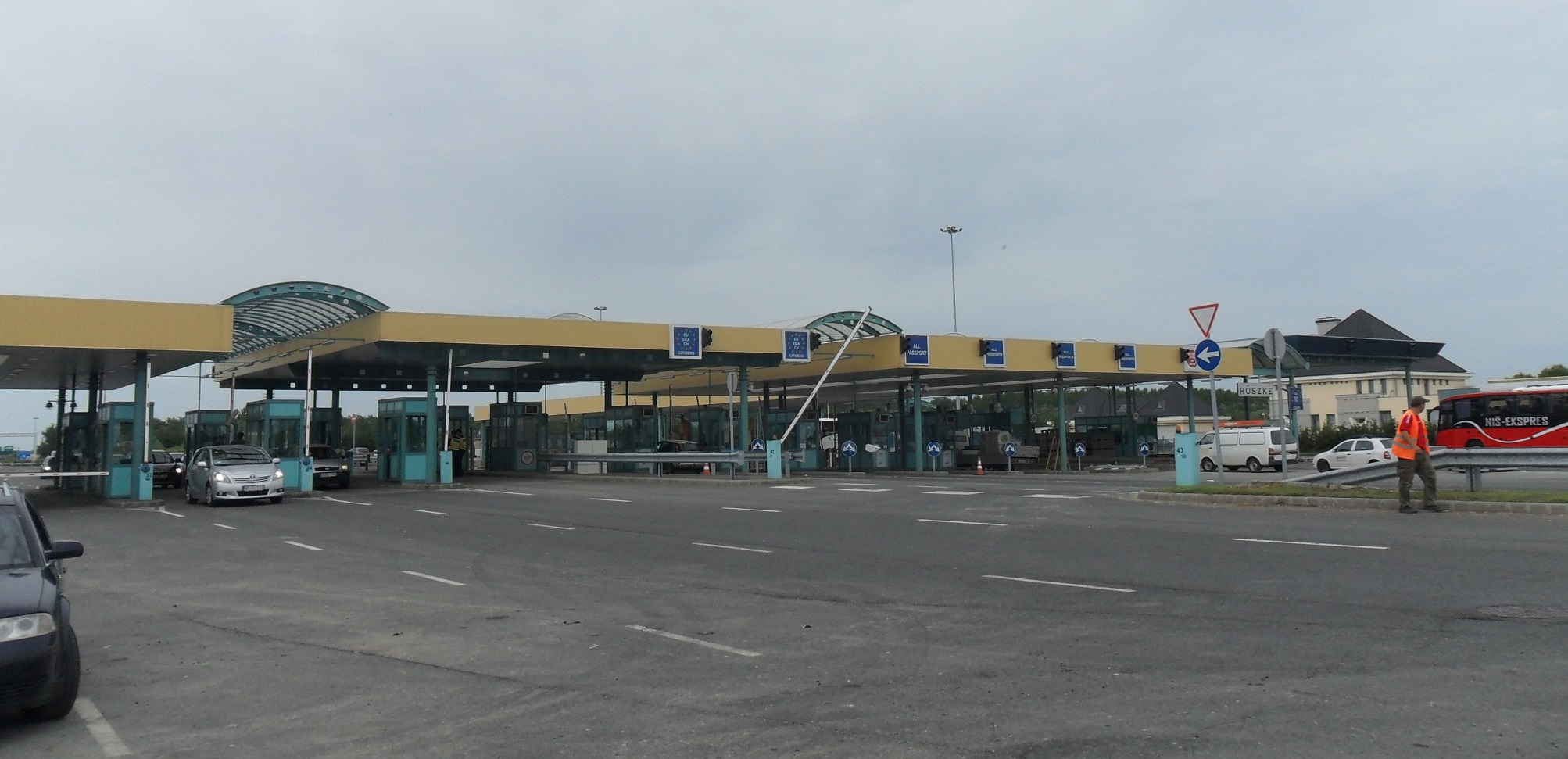
Grenzübergangsstelle

Röszke ist Standort eines Flüchtlingslagers, das Ungarn als Erstaufnahmezentrum für Flüchtlinge diente, die über Serbien einreisen.
Im Sommer 2015 hatte sich die Fluchtbewegung von Menschen aus Syrien über Griechenland in die innere EU (Balkanroute) massiv verstärkt, die serbisch-ungarische Grenze ist eine EU-Außengrenze. Im Zuge dieser europaweiten Flüchtlingskrise errichtete die ungarische Regierung unter Viktor Orbán einen Grenzzaun zu Serbien. Beim Auffanglager kam es zu massiven Polizeieinsätzen gegen Flüchtlinge, die sich weigerten, registriert zu werden, und dann auch zu Massenausbrüchen. Das Bahnstück Röszke–Horgoš der Bahnstrecke Szeged–Röszke–Subotica diente während des Baues bis zuletzt als Hauptroute der Flüchtlinge, hier passierten Anfang September des Jahres mehrere tausend Menschen jeden Tag die Grenze. Am 14. September wurde dann diese Bahnlinie als letzte Baumaßnahme mit einem Stahltor verschlossen. Im Lager, das zum Schluss drei Camps umfasste, hatten zuletzt katastrophale sanitäre und humanitäre Zustände geherrscht; es wurde an diesem Tag vollständig geräumt. Parallel wurden 4000 Mann Militär  als Vorbereitung für den Grenzeinsatz in den Raum zwischen Hódmezővásárhely und Baja verlegt (Manöver Határozott fellépés 2015, „Entschlossenes Auftreten“). An der Grenze stauten sich nun binnen eines Tages an die 20.000 Menschen, die noch versuchen wollten, Ungarn zu durchqueren. Am Grenzübergang kam es zu Tumulten, bei denen die Sicherheitskräfte mit Wasserwerfern und Tränengas einen Durchbruch der Absperrungen verhinderten. In Folge verkündeten die ungarischen Behörden, den Grenzübergang für 30 Tage vollständig zu sperren. Der Brennpunkt der Flüchtlingskrise wurde nun die serbisch-kroatische Grenze bei Šid/Tovarnik. Die Wartenden machten sich teils selbstständig dorthin auf, teils wurden sie von den serbischen Behörden mit Bussen dorthin verlegt. Bei Horgoš/Röszke flaute der Flüchtlingsstrom binnen Tagen ab, durch die Informationen in sozialen Medien reagierten die Migranten sehr schnell auf die veränderte Situation.
Im Mai 2020 stufte der Europäische Gerichtshof die Unterbringung von Asylbewerbern im Transitzonen-Lager in Röszke als Haft ein. Diese sei zwar zur Prüfung, ob Ungarn für einen Asylantrag zuständig sei, zulässig, sie dürfe jedoch in keinem Fall mehr als vier Wochen andauern. Anschließend müssten die Personen freigelassen und ihnen Zugang zu einem Asylverfahren mit zumindest einer Einspruchsmöglichkeit vor einem Gericht gewährt werden.

## Wirtschaft
In Röszke befindet sich ein Werk von Unilever. Produziert werden unter anderem Suppenpulver der Marken Knorr und der ungarischen Marke Delikát.

## Verkehr
Röszke, das bis 1918 zu Österreich-Ungarn gehörte, liegt an der noch im Kaisertum Österreich geplanten und teilweise begonnenen 84,3 Postmeilen (638,5 km) langen Normalspurstrecke vom heute rumänischen Großwardein (Oradea) über die nunmehr kroatischen Orte Esseg (Osijek), Sissek (Sisak), Carlstadt (Karlovac) nach Fiume (Rijeka) an der Adria. Der Röszke mit einschließende, ca. 136 km kange Streckenabschnitt Tschabe (Békéscsaba)–Maria-Theresiopel (Subotice) war im Frühjahr 1864 bereits in Bau, der Streckenrest wurde noch trassiert. Bereits 1848 war im XXX. Gesetzesartikel (Ungarische Verfassung 1848) der Bau der Flügelbahn von Szegedin nach Maria-Theresiopel angeordnet worden, unterblieb jedoch zunächst aus der im Revolutionsjahr entstandenen Finanznot. 1854 war die Strecke Szegedin–Maria Theresiopel–Mohács–Essegg Teil des von der Central-Befestigungs-Commission aufgestellten Eisenbahnnetzes.
Die Station Röszke geht zurück auf das Jahr 1892, als Konzessionäre (möglicherweise der am 14. November 1889 in Betrieb genommenen 31,8 km langen Linie Horgos–Zenta) wegen zweckmäßiger Verbindung der Horgoser Linie mit Szegedin den Bau des Bahnhofs einforderten.

## Städtepartnerschaften
- Kanjiža, Serbien
- Saint-Pierre-de-Trivisy, Frankreich
- Tormac, Rumänien

## Sehenswürdigkeiten

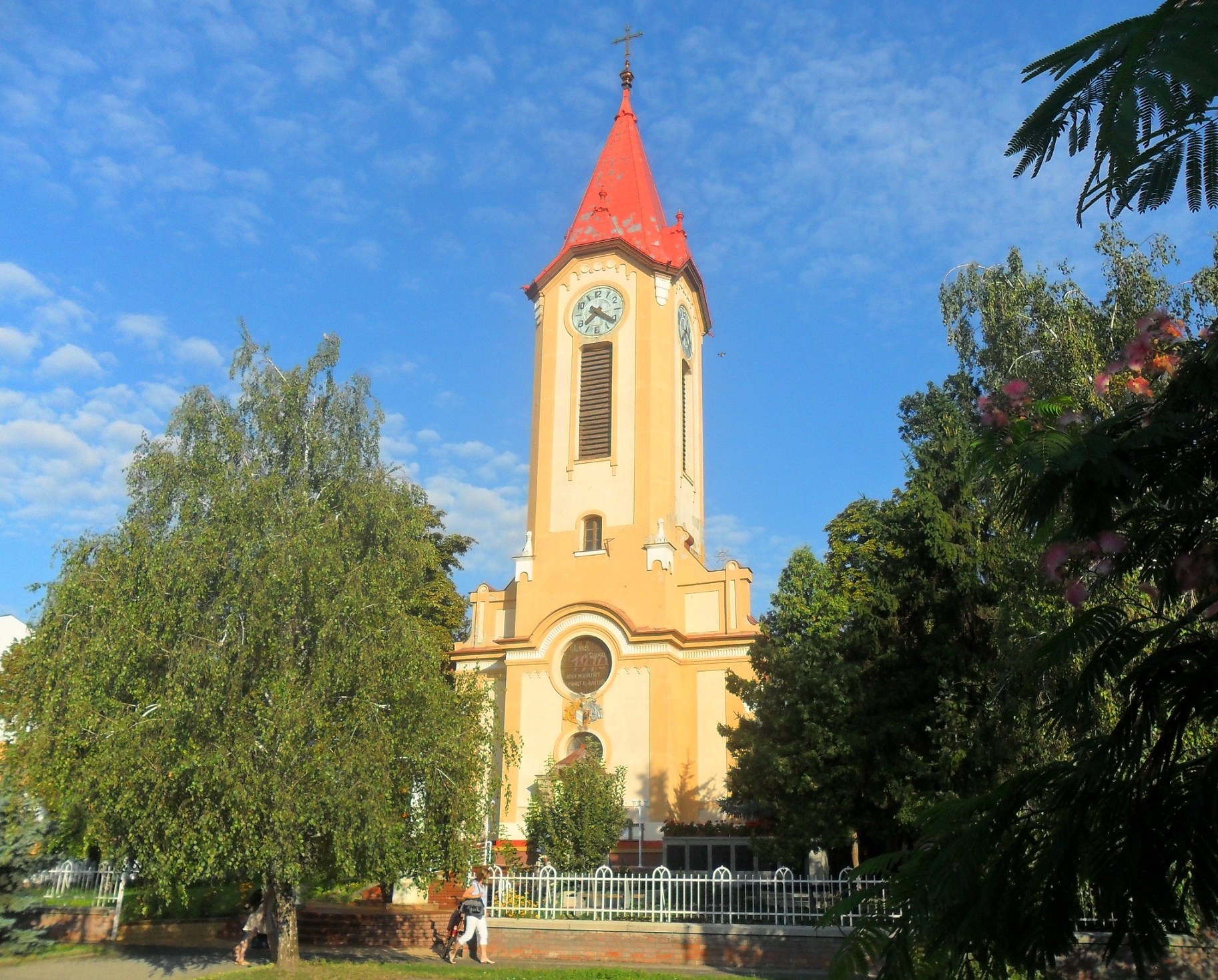
Römisch-katholische Kirche Páduai Szent Antal in Röszke

- Römisch-katholische Kirche Páduai Szent Antal, erbaut 1912–13

## Persönlichkeiten
Söhne und Töchter der Gemeinde:
- Sándor Rózsa (1813–1878), ungarischer Bandit